# Aporocotyle margolisi
Aporocotyle margolisi är en plattmaskart. Aporocotyle margolisi ingår i släktet Aporocotyle och familjen Sanguinicolidae. Inga underarter finns listade i Catalogue of Life.